# George R. Price
Pour les articles homonymes, voir Price.
George R. Price (6 octobre 1922 - 6 janvier 1975) est un généticien des populations américain. À l'origine chimiste, il est aussi journaliste scientifique.

## Biographie
Il part à Londres en 1967, où il  travaille dans le domaine de la biologie théorique au Galton Laboratory, apportant trois contributions importantes :
- En collaboration avec William Donald Hamilton il travailla sur l'équation de Price appliquée à la théorie de la sélection de parentèle.
- Sur la Stratégie évolutivement stable
- Sur le théorème fondamental de sélection naturelle de Ronald Fisher.

En 1968, Price prend connaissance des travaux de William Donald Hamilton et en fut déprimé ; sa fibre religieuse fut profondément ébranlée. Il remarqua, par contre, la puissance théorique de ce nouvel axiome. Il réutilisa des outils mathématiques développés par la biologie évolutive (étude de la covariance d'Alan Robertson) pour démontrer que l'équation d'Hamilton pouvait être déduite de la sélection de groupe et impliquait que des comportements malveillants intraspécifiques étaient naturellement sélectionnés dans les grandes populations.
Selon Price ce fait théorique confirmait ce qu'il voyait partout dans le monde animal ; l'altruisme décroît de la famille immédiate au groupe (pour les animaux sociaux) pour devenir de l'agression systématique entre individus de groupes différents. Il publia cette conclusion mathématique dans Nature en 1970 cet article fut suivi, dans le numéro subséquent, d'un article d'Hamilton tirant toute la puissance explicative de cet apport fondamental. Peu de temps après, Price se convertit au christianisme et, en 1975, après avoir donné toutes ses possessions aux pauvres, il se suicida.